# Leviathan (banda argentina)
Leviathan es una banda Argentina de Heavy metal formada en 1994 y que sigue en activo.

## Historia
Se formó en 1994 en La Paternal (También hogar de grandes roqueros como Pappo) Buenos Aires, Argentina. Es una banda argentina de Heavy Metal, sus letras tratan sobre la sociedad y la violencia. Grabaron su Primer LP "Leviathan" en los Estudios del Abasto, su 2.º LP "Rito Bicefalo" y "Del lado del Rock" en Matadero Records.
Forman parte del disco tributo Muerte al falso metal - Tributo argentino a Manowar, contribuyendo con la versión de la canción Brothers Of Metal.
Por un tiempo largo suspenden sus actividades con la Banda, para dedicarse a sus asuntos personales, Luego se vuelven a juntar, pero el bajista "El Vago" deja de tocar con la banda y toma su puesto Fernando Laje (1.er Baterista de la banda) y graban su 3.er LP titulado "EVOLUTION" en los estudios "Crazy Rabbit". Seguido a esto editan un CD con el corte Vilma Rocket, del disco EVOLUTION.

## Discografía
- 1995 Demo - El primer paso de la bestia

- 1996 Leviathan

- 1999 Rito Bicefalo

- 2001 En vivo - Confidencial

- 2001 Del lado del rock - Covers

- 2008 Compilación 1.er y 2.º Disco - Retrospección

- 2010  3.er LP - "Evolution"

## Integrantes
- Gyver Anderson "Guido" - Bajo y coros

- Javier C. Pereyra "El Negro" - Guitarra y voces

- Juan Manuel "Chancha" Rossi - Batería

## Links
- Datos: Q5974130

www.leviathan-hm.com.ar